# Pratitnagar
Pratitnagar è una suddivisione dell'India, classificata come census town, di 7.078 abitanti, situata nel distretto di Dehradun, nello stato federato dell'Uttarakhand. In base al numero di abitanti la città rientra nella classe V (da 5.000 a 9.999 persone).

## Geografia fisica
La città è situata a 30° 01' 44 N e 78° 13' 04 E.

## Società

### Evoluzione demografica
Al censimento del 2001 la popolazione di Pratitnagar assommava a 7.078 persone, delle quali 3.511 maschi e 3.567 femmine. I bambini di età inferiore o uguale ai sei anni assommavano a 953, dei quali 518 maschi e 435 femmine. Infine, coloro che erano in grado di saper almeno leggere e scrivere erano 4.984, dei quali 2.691 maschi e 2.293 femmine.